# Liste des lacs en Sierra Leone
La Liste des lacs en Sierra Leone répertorie la liste non exhaustive des lacs sur le territoire Sierra-léonais.

## Lacs notoires et catégories de lacs présents dans le pays
Il existe sur le territoire sierra léonais plus de quatre lacs ; le lac Sonfon est un lac d'eau douce qui abrite de nombreuses espèces d'oiseaux, des Hippopotames pygmées, des Buffles des Céphalophes noirs et des Céphalophes de Maxwell.